# Bakari Koné
Pour les articles homonymes, voir Koné.
Ne pas confondre avec Bakaré Koné (né en 1989), un autre footballeur ivoirien et Bakary Koné (né en 1988), un footballeur burkinabé.
 (décembre 2023).
Si vous disposez d'ouvrages ou d'articles de référence ou si vous connaissez des sites web de qualité traitant du thème abordé ici, merci de compléter l'article en donnant les références utiles à sa vérifiabilité et en les liant à la section « Notes et références ».
Bakari Koné, dit « Baky », né le 17 septembre 1981 à Abidjan en Côte d'Ivoire, est un footballeur international ivoirien évoluant au poste d'attaquant,,,.
Au cours de sa carrière longue de quatorze ans, il est notamment champion de France avec l'Olympique de Marseille en 2010 et finaliste de la Coupe d'Afrique des Nations en 2006 avec la sélection ivoirienne,,.

## Carrière

### Début de carrière
Baky fait ses débuts, comme beaucoup de petits ivoiriens, dans les rues des quartiers d'Abidjan. C'est là qu'il est repéré par Jean-Marc Guillou. À l'âge de 12 ans, il intègre alors la première promotion de l'Académie Mimo Sifcom, le centre de formation de football de l'ASEC Abidjan (couleurs: Jaune et Noir). Cette académie enseigne le football qui dispense également une formation scolaire à ses pensionnaires.
Après cinq ans de formation à l'académie, le jeune joueur commence sa carrière professionnelle dans sa ville natale avec l'ASEC Abidjan. Il gagne trois titres de champions de Côte d'Ivoire et une Supercoupe d'Afrique (1999). En 2002, il est transféré au club qatari d'Al Ittihad où il ne reste que six mois sous la direction de l'entraîneur français Christian Gourcuff.
À l'été 2003, le coach breton quitte le Qatar et signe un nouveau contrat avec le Football Club Lorient-Bretagne Sud. Il soumet donc au président du FC Lorient, de proposer un essai au petit prodige ivoirien. L'essai est concluant et un contrat est signé.

### Lorient (2003-2005)
Baky se voyait dire qu’il ne réussirait jamais en Europe à cause de sa taille. Il commence sa carrière sur le vieux continent avec le FC Lorient, alors en Ligue 2. Il s’ensuit une véritable success-story.
Il joue son premier match dès la première journée de Ligue 2 contre Gueugnon puis marque son premier but en France dès la semaine suivante contre Le Havre. Le petit attaquant se fait rapidement connaître sur les terrains français. Après une première saison plus qu'honorable qui se termine avec dix buts à son actif, il termine meilleur buteur de Ligue 2 lors de la saison 2004-2005 avec 24 réalisations pour 35 matches disputés. Le 22 mai 2005, il est consacré meilleur joueur de Ligue 2 au cours de la cérémonie annuelle des Trophées de l'Union nationale des footballeurs professionnels (UNFP).
Son départ de Lorient est fêté le 27 mai 2005, lors du dernier match de la saison (Lorient-Sedan). Plusieurs clubs se sont manifestés pour s’offrir ses services, parmi lesquels l'OGC Nice.

### OGC Nice (2005-2008)
Dès l'ouverture du marché des transferts de l'été 2005, Bakari Koné signe un contrat de 4 ans avec ce club. Il fait ses premiers pas en match officiel de Ligue 1 le 30 juillet au Stade du Ray face à Troyes puis marque son premier but contre Toulouse la semaine suivante.
En dehors de ses qualités techniques, trois points forts caractérisent Koné : la vivacité, l'altruisme et l'efficacité devant le but. Avec Nice, il espère franchir un palier et s’adapter à l’élite. Il fait mieux que cela.
En fin de saison 2007-2008, il est considéré comme l'un des attaquants phares du championnat de France de Ligue 1. Il finit la saison avec 14 buts inscrits, ce qui en fait le meilleur buteur niçois en une saison depuis la remontée en Ligue 1. Avec son style si déroutant, il attire plusieurs clubs européens de marque. Parmi lesquels l’Olympique de Marseille.

### Olympique de Marseille (2008-2010)
Le 18 juillet 2008, l'Olympique de Marseille annonce officiellement l'arrivée de Bakari Koné pour une somme de 7M€. Un million d’euros de bonus ayant été ajouté en raison de la qualification marseillaise pour la Ligue des champions. Bakari Koné s'adapte très rapidement à son nouveau club, enchaînant dès le départ les performances et les buts.
Il marque dès son premier match à l'OM le 9 août 2008 à Rennes lors d'un match fou (4-4)
Le 16 septembre 2008, il joue son premier match de poule de Ligue des champions contre Liverpool au Stade Vélodrome en étant titulaire puis remplacé par Mamadou Samassa à la 75e (1-2) après avoir joué les deux matchs de tour préliminaire. Et il marque son premier but dans cette compétition contre le PSV Eindhoven (3-0). Le 14 février 2009, Baky inscrit un but dans un angle très fermé d'un subtil lob contre l'AS Monaco qui relance totalement l'OM dans la course à la première place.
Mais peu après Koné enchaîne les blessures. Le 17 novembre 2009, il revient dans le groupe face à Nancy mais n'est pas titulaire. Lors de son entrée en jeu, il donne tout de même 2 passes décisives.
Titulaire à Gerland, contre l'Olympique lyonnais, il marque le 3e but de l'OM, son premier de la saison 2009/2010. Malgré cela, l'OM fait match nul 5-5. Face à son ancien club (Nice), il rentre à la 86e minute et marque son deuxième but de la saison pour une victoire 3-1 de Marseille. Il récidive lors du match retour le 11 avril en marquant le premier but d'une victoire marseillaise 4 buts à 1. En match en retard au Vélodrome contre Sochaux, Koné s'illustre par un lob astucieux qui est élu plus beau but du mois d'avril par les internautes d'OM.net.
Au mois de février, il s'illustre en Ligue Europa lors du match retour contre Copenhague en signant un doublé (62e, 78e).

### Exil hors Europe (2010-2015)
Le 28 juin 2010, le site officiel de l'Olympique de Marseille annonce le transfert de Koné au club qatari de Lekhwiya Sports Club pour un montant avoisinant les 3,5 millions.
Deux saisons plus tard, il rejoint le Qatar SC où il ne restera qu'une seule saison avant de connaître son quatrième club qatari de sa carrière en signant en faveur du club de Umm Salal.
En mai 2014, après une demi-saison aux Émirats arabes unis, il se retrouve sans club. En septembre 2014, il s'entraîne avec la réserve de l'OGC Nice pour rester en forme.

### Retour en France
Le 20 juillet 2015, il est mis à l'essai au Havre AC mais en vain. C'est finalement sous les couleurs du Paris FC qu'il fait son retour en France. Après s'y être entrainé durant deux semaines, il paraphe un contrat le 26 janvier 2016 jusqu'au terme de la saison. Le club est alors dernier de Ligue 2. Trois jours plus tard, il porte le maillot francilien pour la première fois en entrant en jeu à la 59e minute mais ne peut empêcher une défaite 1 à 0 des siens face au Stade brestois.

### Le retour aux sources
Après un épisode plutôt peu concluant au Paris FC, il décide de revenir là où tout a commencé à l'ASEC Mimosas. Il apparaît souvent aux entraînements de l’équipe première sans pour autant jouer des matchs avec celle-ci. Au début de la saison 2016-2017 il est nommé conseiller sportif, un rôle qui lui permet de participer a la gestion du club. Mais à la grande surprise et au bonheur des supporter Mimo, il fait son retour sur la pelouse du Stade Robert-Champroux, le 4 janvier 2017 face à l'AFAD lors d'un match comptant pour la 8e journée du Championnat National en entrant en cours de match. Après  la fin de sa carrière, il a assuré la présidence de la section Football de l'Asec Mimosas. Il fait office de consultant à la Nouvelle Chaîne Ivoirienne (NCI).

## Carrière internationale
Parallèlement au Championnat de France de football, Baky vit de belles aventures avec les Ivoiriens. Il fait ses débuts avec la sélection ivoirienne le 5 septembre 2004 contre le Soudan. Il y marque son premier but. À 24 ans, il emmène les Éléphants de Côte d'Ivoire en finale de la CAN 2006, mais est battu par l’Égypte. Il est un acteur privilégié de la première qualification de sa sélection nationale pour une phase finale de Coupe du monde. Coupe du monde en Allemagne qui a vu la Côte d'Ivoire se faire éliminer dès le premier tour. Mais Baky aura tout de même réussi une bonne compétition, ayant même marqué son premier but dans un mondial contre les Pays-Bas.
La Côte d’Ivoire faisait figure de favorite pour la CAN 2008 au Ghana. Elle s’est malheureusement faite éliminer une nouvelle fois par l’Égypte. En demi-finale cette fois-ci. Baky n’a pas été titularisé lors de cette compétition. Il a également raté l'occasion de gagner un titre avec son équipe nationale.
Du haut de ses 43 sélections et 9 buts, l'attaquant Ivoirien a un avenir prometteur sous les couleurs de son pays.
Retenu dans la liste élargie des 30 joueurs ivoiriens pour disputer le mondial 2010, Koné est finalement retiré de la liste des 23 à sa grande surprise. Le petit attaquant ne jouera donc pas la Coupe du monde 2010 en Afrique du Sud et pourrait même annoncer sa retraite internationale. Il le fait le 7 juin 2011. Il restera à 43 sélections pour 9 buts.

## Statistiques

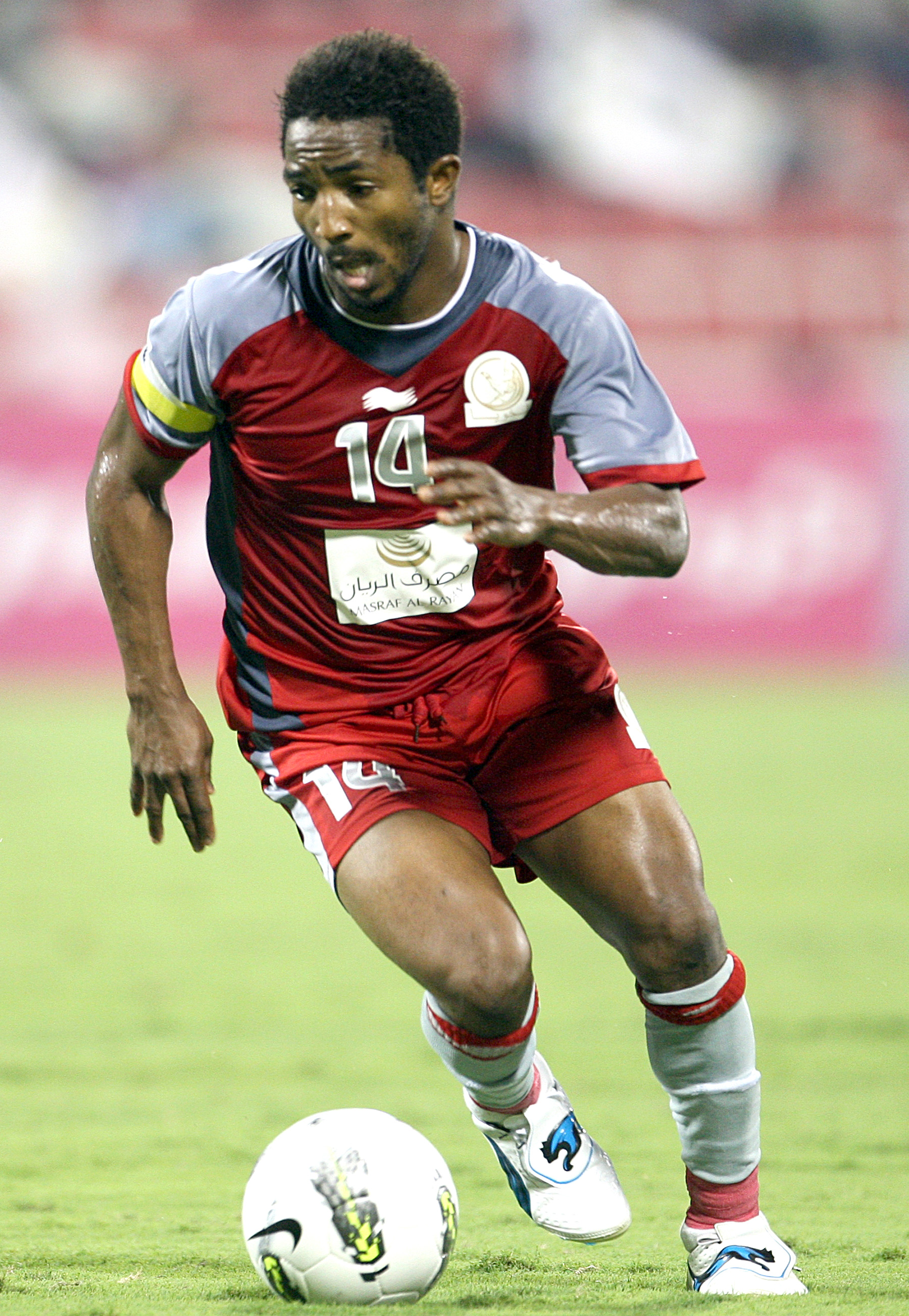
Bakari kone

### Statistiques Générales
Le tableau ci-dessous retrace la carrière de Baky Koné depuis ses débuts :
| Saison                | Club                   | Championnat           | Championnat | Championnat | Coupe(s) nationale(s) | Coupe(s) nationale(s) | Compétition(s) continentale(s) | Compétition(s) continentale(s) | Compétition(s) continentale(s) | Côte d'Ivoire | Côte d'Ivoire | Total | Total |
| Saison                | Club                   | Division              | M.          | B.          | M.                    | B.                    | Comp.                          | M.                             | B.                             | M.            | B.            | M.    | B.    |
| 2001-2002             | ASEC Abidjan           | Ligue 1               | 25          | 10          | -                     | -                     | -                              | -                              | -                              | -             | -             | 25    | 10    |
| 2002-2003             | Al-Gharafa SC          | Q-League              | 28          | 11          | -                     | -                     | -                              | -                              | -                              | -             | -             | 28    | 11    |
| 2003-2004             | FC Lorient             | Ligue 2               | 33          | 9           | 4                     | 2                     | -                              | -                              | -                              | -             | -             | 37    | 11    |
| 2004-2005             | FC Lorient             | Ligue 2               | 35          | 24          | -                     | -                     | -                              | -                              | -                              | 6             | 1             | 41    | 25    |
| 2005-2006             | OGC Nice               | Ligue 1               | 32          | 7           | 1                     | 0                     | -                              | -                              | -                              | 14            | 3             | 47    | 10    |
| 2006-2007             | OGC Nice               | Ligue 1               | 33          | 8           | 3                     | 0                     | -                              | -                              | -                              | 2             | 0             | 38    | 8     |
| 2007-2008             | OGC Nice               | Ligue 1               | 30          | 14          | 2                     | 0                     | -                              | -                              | -                              | 8             | 1             | 40    | 15    |
| 2008-2009             | Olympique de Marseille | Ligue 1               | 28          | 9           | 2                     | 0                     | C1 + C3                        | 8+6                            | 1+0                            | 7             | 4             | 51    | 14    |
| 2009-2010             | Olympique de Marseille | Ligue 1               | 27          | 4           | 2                     | 0                     | C1 + C3                        | 4+3                            | 0+2                            | 5             | 0             | 41    | 6     |
| 2010-2011             | Lekhwiya SC            | Q-League              | 21          | 11          | -                     | -                     | -                              | -                              | -                              | -             | -             | 21    | 11    |
| 2011-2012             | Lekhwiya SC            | Q-League              | 16          | 3           | -                     | -                     | AFC                            | 6                              | 1                              | -             | -             | 22    | 4     |
| 2012-2013             | Qatar SC               | Q-League              | 21          | 5           | 3                     | 3                     | -                              | -                              | -                              | -             | -             | 24    | 8     |
| 2013-2014             | Umm Salal              | Q-League              | 13          | 3           | 2                     | 3                     | -                              | -                              | -                              | -             | -             | 15    | 6     |
| 2013-2014             | Ajman Club             | Arab Gulf League      | 9           | 5           | -                     | -                     | -                              | -                              | -                              | -             | -             | 9     | 5     |
| 2014-2015             | Ajman Club             | Arab Gulf League      | 9           | 3           | 4                     | 0                     | -                              | -                              | -                              | -             | -             | 13    | 3     |
| 2015-2016             | Paris FC               | Ligue 2               | 7           | 0           | -                     | -                     | -                              | -                              | -                              | -             | -             | 7     | 0     |
| Total sur la carrière | Total sur la carrière  | Total sur la carrière | 367         | 126         | 23                    | 8                     | -                              | 27                             | 4                              | 42            | 9             | 459   | 147   |

### Buts internationaux
|    | Date             | Lieu                                                 | Adversaire | Resultat        | Competition                        |
| -- | ---------------- | ---------------------------------------------------- | ---------- | --------------- | ---------------------------------- |
| 1. | 5 septembre 2004 | Stade Félix Houphouët-Boigny, Abidjan, Côte d'Ivoire | Soudan     | 5-0             | Qualifications Coupe du monde 2006 |
| 2. | 12 novembre 2005 | Stade Léon-Bollée, Le Mans, France                   | Roumanie   | 2-1             | Match amical                       |
| 3. | 4 février 2006   | Stade Al Salam, Le Caire, Égypte                     | Cameroun   | 1-1 (12-11 TAB) | CAN 2006                           |
| 4. | 16 juin 2006     | Gottlieb-Daimler-Stadion, Stuttgart, Allemagne       | Pays-Bas   | 1-2             | Coupe du monde 2006                |
| 5. | 3 février 2008   | Essipong Sports Stadium, Sekondi-Takoradi, Ghana     | Guinée     | 5-0             | CAN 2008                           |
| 6. | 20 août 2008     | Chantilly, France                                    | Guinée     | 2-1             | Match amical                       |
| 7. | 7 septembre 2008 | Estadio Nacional da Machava, Maputo, Mozambique      | Mozambique | 1-1             | Qualification Coupe du monde 2010  |
| 8. | 29 mars 2009     | Stade Félix Houphouët-Boigny, Abidjan, Côte d'Ivoire | Malawi     | 5-0             | Qualification Coupe du monde 2010  |
| 9. | 7 juin 2009      | Stade 28 septembre, Conakry, Guinée                  | Guinée     | 2-1             | Qualification Coupe du monde 2010  |

## Palmarès

### En club
Avec l'ASEC Abidjan, il est champion de Côte d'Ivoire à trois reprises consécutivement en 2000, 2001 et 2002. Il remporte également la Supercoupe d'Afrique en 1999.
Avec l'OGC Nice, il est finaliste de la coupe de la ligue en 2006.
Mais c'est sous le maillot de l'Olympique de Marseille qu'il écrit les plus belles lignes de son palmarès en étant notamment champion de France en 2010 après avoir été vice-champion de France en 2009. Il remporte également la coupe de la ligue en 2010.
De retour au Qatar sous les couleurs du Lekhwiya Sports Club, il est champion du Qatar à deux reprises en 2011 et en 2012.

### En sélection nationale
Avec la sélection de Côte d'Ivoire, il est finaliste de la Coupe d'Afrique des Nations en 2006.

### Distinctions personnelles
À titre individuel, il est élu meilleur joueur de Ligue 2 avec le FC Lorient en 2005 et merlu d'or qui récompense le joueur préféré des supporters du club la même année. Il reçoit également la distinction de meilleur buteur de Ligue 2 avec 24 buts lors de la saison 2004-2005.
En 2008, il est élu joueur ivoirien de l'année par des journalistes du quotidien Super Sport de Côte d'Ivoire.